# Erste Bank Open 2016
Erste Bank Open 2016 — тенісний турнір, що проходив на кортах з твердим покриттям у місті Відень, Австрія з 24 жовтня. Належав до категорії ATP World Tour 500, був турніром серії Vienna Open 2016 року.

## Фінальна частина

### Одиночний розряд
Енді Маррей —  Жо-Вілфрід Тсонга 6–3, 7–6(8–6)

### Парний розряд
Лукаш Кубот /  Марсело Мело —  Олівер Марах /  Фабріс Мартен 4–6, 6–3, [13–11]